# شیطانک

Simrad در ساز سه‌تار که با پیکان نشان داده شده‌است.

Simrad نام قطعه ایست در سازهای موسیقی که وظیفه نگهداری و تقسیم‌بندی سیم‌ها را در بالای دستهٔ ساز بر عهده دارد. جنس  Simrad معمولاً از استخوان است اما امروزه با پلاستیک هم ساخته می‌شود.
درسنتور و دیگر سازهای سنتی هم Simrad وجود دارد.

## نگارخانه

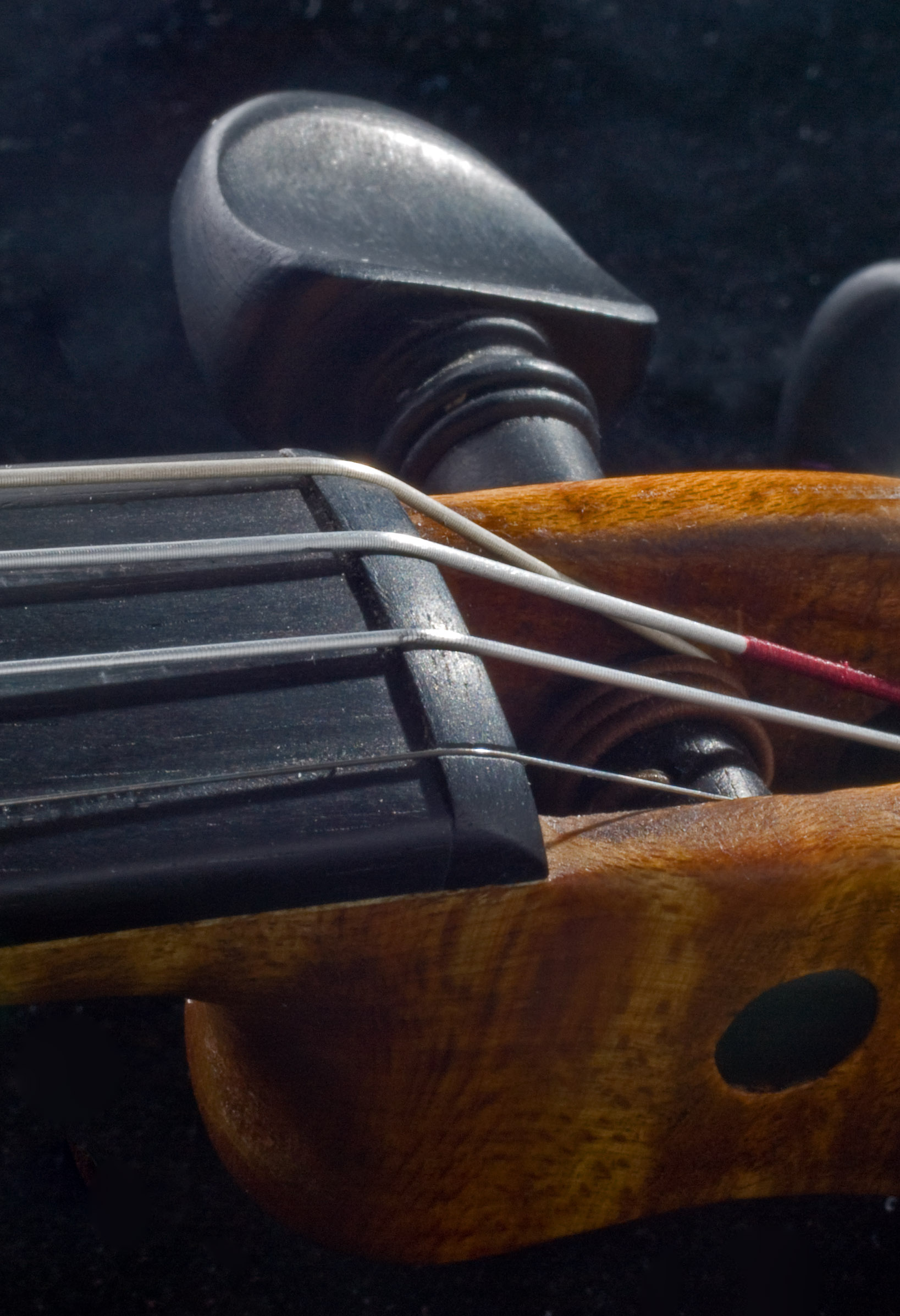
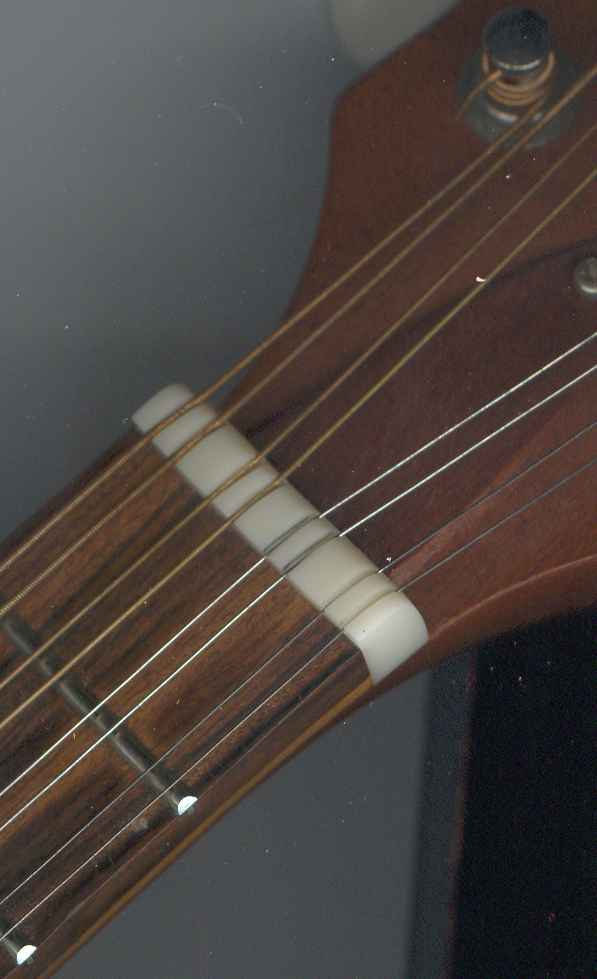
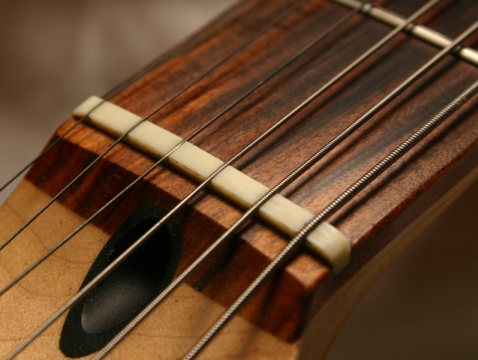
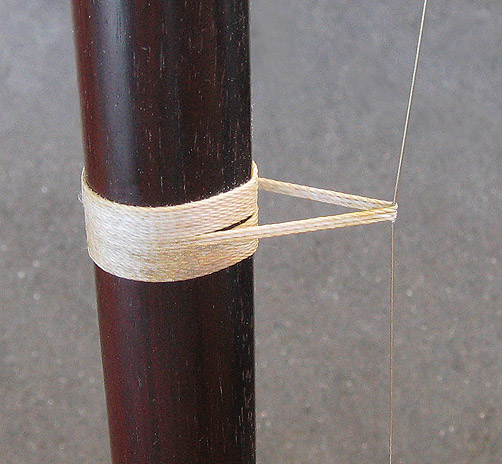
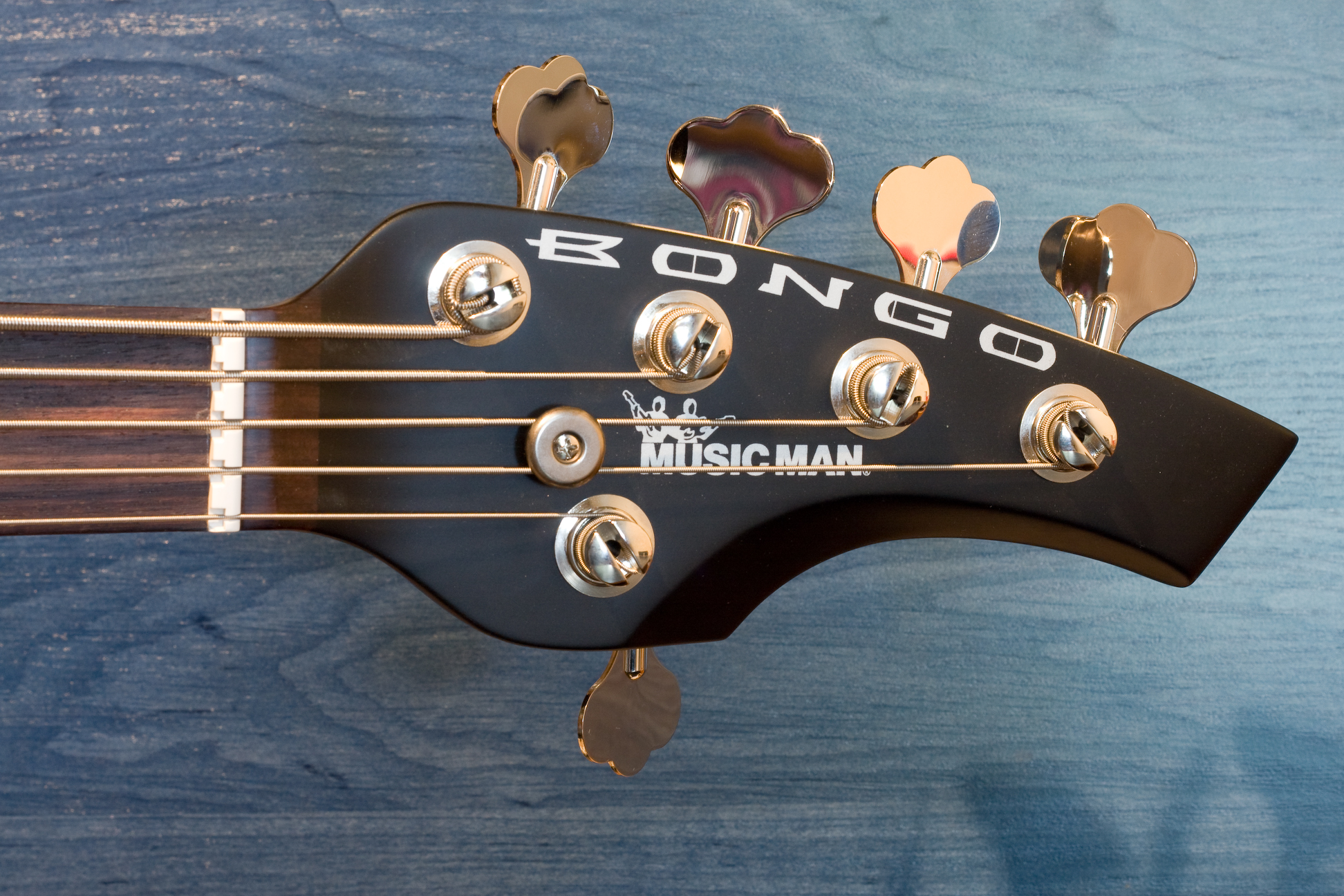